# هجوم حماة 2015
هجوم حماة 2015 كان عملية عسكرية شنتها المعارضة السورية خلال الحرب الأهلية السورية في الأجزاء الشمالية من محافظة حماة.

## الهجوم
شنت جماعة جند الأقصى هجوما واسع النطاق في الجزء الشمالي من محافظة حماة في 28 نوفمبر 2015. وكان الهدف الأولي للعملية هو الاستيلاء على قرية معان العلوية. وعلى مدى اليومين القادمين، تم صد هجومهم على معان، وكذلك ضد القرى المحيطة بها. وبعد أيام قليلة، في 2 ديسمبر، شن التحالف الإسلامي جيش الفتح هجوما جديدا باتجاه معان، ولكن أفيد بأن هجومهم تعرض للعرقلة بعد أن نصب كمين لهم في تلال مورك من قبل اللواء 87 التابع للفرقة 11 دبابات.
في 3 ديسمبر، اندلع القتال في سهل الغاب في محافظة حماة، في المنصورة، والقاهرة، وتل زجرم، في حين أبلغ عن قصف الجيش في تل واسط، والعنكاوي، والمنارة. وتفيد التقارير بأن الجيش أمن المدخل الجنوبي لقرية تل زجرم التي تقع على قمة التلال.
في 13 ديسمبر، جدد جند الأقصى هجومه وهاجم مصاصنة والبويضة ومعركبة. وفي اليوم التالي، استولت المعارضة على قريتي البويضة ومصاصنة، وكذلك على نقطتي تفتيش الزلاقيات وزلين. ومع ذلك، وفي أعقاب وصول تعزيزات عسكرية، استعاد الجيش السيطرة على كل من القريتين ونقطة تفتيش زلين، مع توقف هجوم المعارضة بعد ذلك. وأسفر القتال عن مقتل 22 من المعارضة من بينهم ستة أجانب وتسعة جنود.
بحلول صباح يوم 15 ديسمبر، استعاد الجيش السيطرة على جميع المناطق التي فقدت في اليوم السابق. وبالإضافة إلى ذلك، استولت القوات الحكومية أيضا على تل حوير، المطل على بلدة مورك.